# Fort Hahneberg
Fort Hahneberg este o arie protejată (arie specială de conservare — SAC, sit de importanță comunitară — SCI) din Germania întinsă pe o suprafață de 10 ha, integral pe uscat.

## Localizare
Centrul sitului Fort Hahneberg este situat la coordonatele 52°31′18″N 13°08′18″E / 52.5217°N 13.1383°E.

## Înființare
Situl Fort Hahneberg a fost declarat sit de importanță comunitară în mai 2004 pentru a proteja 2 specii de animale. Situl a fost protejat și ca arie specială de conservare în iulie 2009.

## Biodiversitate
Situată în ecoregiunea continentală, aria protejată nu include niciun habitat protejat.
La baza desemnării sitului se află mai multe specii protejate de  mamifere (2): liliac cu urechi mari (Myotis bechsteinii), liliac comun (Myotis myotis)
Pe lângă speciile protejate, pe teritoriul sitului au mai fost identificate 6 specii de mamifere, 1 specie de nevertebrate, 1 specie de reptile.